# غمراسن

سيدي عرفة

غمراسن :(بالأمازيغية: ⵢⴰⵖⵎⵓⵔⴰⵙⴻⵏ Yaɣmurasen) هي مدينة تونسية تقع على بعد 16 كيلومترا من تطاوين و 40 كم من مدنين.

تنتمي هذه المدينة إداريا لولاية تطاوين، وهي بلدية ذات 383 11 ساكن، وهي مركز معتمدية بنفس الإسم ذات 335 18 ساكن، تجمع إلى جانب مدينة غمراسن، قرى قصر الحدادة، وادي الخيل، الواحة، الزهور، القرضاب، الفرش، قرماسة، المدينة الجديدة وقصر المرابطين.

## التسمية
يرجع أصل تسمية مدينة غمراسن إلى اسم بربري أين غمر تعني قوم، وسن تعني سيد، وبهذا فإن اسم غمراسن يعني «سيد القوم».

توجد حكاية متداولة في المدينة، تقول أن اسم المدينة يأتي من عبارة نغم راسي، التي قالها أحد الإخوة السبعة القادمين من الساقية الحمراء (شمال الصحراء الغربية) في القرن الخامس عشر للسكن في الجنوب التونسي، وهم أصيلي كونفدرالية ورغمة. وكان هذا الأخ قد استقر على موقع مدينة غمراسن المستقبلية التي أسسها فيما بعد، بينما انتشر إخوته في الجنوب الشرقي التونسي، عندما كوّنوا أهم المجموعات السكنية فيها: الودرني والجليدي في تطاوين، التوزني في مدنين وبنقردان، الحويوي في بني خداش، الخزولي في أم التمر، وأخيراً الترهوني انتقل إلى ليبيا أين أسس مدينة ترهونة.

## التاريخ
تاريخ المدينة فيمتد إلى مئات آلاف السنين كما تدل على ذلك الحفريات والنقوش التي وجدت في عدد من المواقع والتي أظهرت أشكالا ديناصورية ومساكن بربرية وعينات من المتحجرات والمعدات القديمة. وقد ثبت أن هذه الحضارات كانت الرومانية والبربرية ثم العربية الإسلامية.

تتواجد هذه الآثار مثل رؤوس سهام وبعض الأدوات الحجرية المتنوعة حول محطة «تيارات» وفي عمق الصحراء. وتشير الدراسات إلى وجود محطات ما قبل تاريخية في كل من وادي «عين دكوك» وفي منطقة «جرجر» و«الدويرات».

من أهم الاكتشافات في هذا المجال هي 3 محطات ما قبل تاريخية متميزة في عمق شعاب غمراسن وهي:
- وادي الخيل: وقد اكتشف في واده العميق والضخم آثار لدينصورات وحيوانات بحرية متحجرة وكذلك أصداف متحجرة وغيرها.
- محطة «أنسفري»
- محطة «طاقة حامد»
- محطة «شعبة المعرك».

هذه المحطات هي عبارة عن كهوف صخرية تحمل على جدرانها وسقوفها رسوماً جدارية يرجع تاريخها إلى ما قبل خمسة آلاف عام قبل الميلاد وتحتوي على مشاهد من الحياة اليومية والمعتقدات السائدة في ذلك الزمن عند متساكني هذه الجهة.

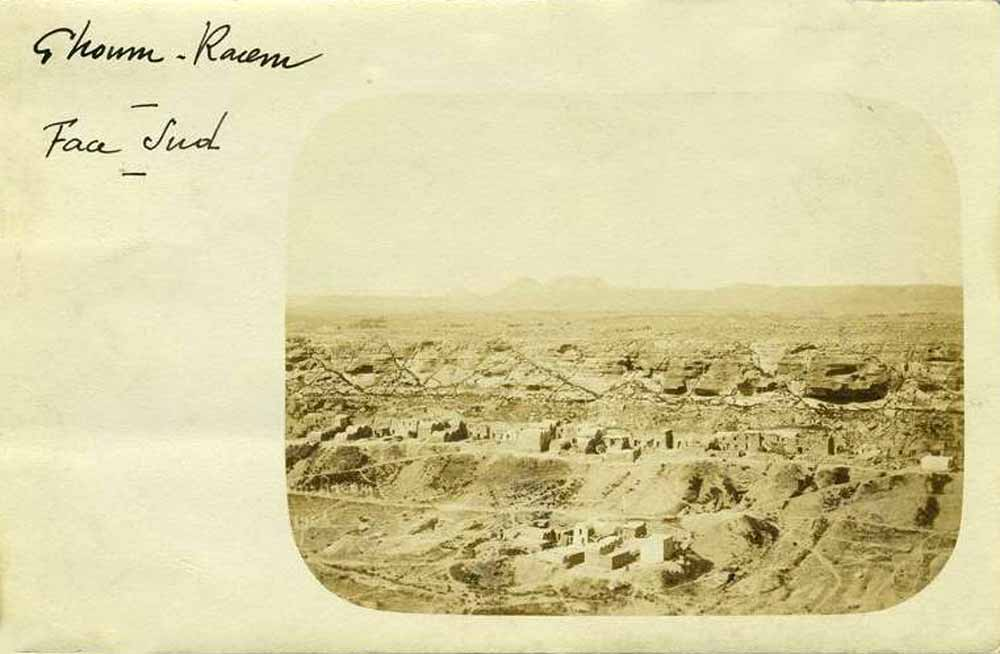
جنوب غمراسن حوالي سنة 1900
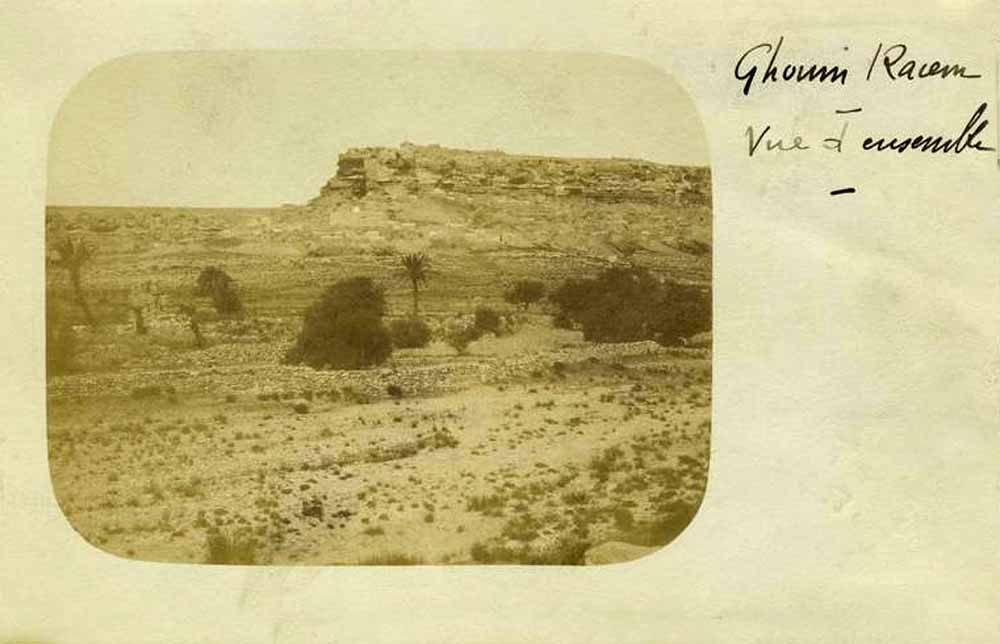
غمراسن حوالي سنة 1900
راس الواد حوالي سنة 1904

عرفت ولاية تطاوين الحضارة الرومانية بصفتها جهة حدودية بين مجال السيطرة الرومانية ومجال القبائل البربرية المستقلة في أطراف الصحراء.

أنشأ الرومان في هذه الجهة عدة منشآت ذات صبغة دفاعية مثل الحصون كحصن «تلالت» وحصن «رمادة» وفي نفس الوقت أنشأ الرومان عدة منشآت زراعية كالسواقي والسدود ما تزال آثارها إلى اليوم.

عرفت ولاية تطاوين الفتح الإسلامي وذلك مع أواسط القرن السابع ميلادي.

## الجغرافيا
تقع غمراسن على بعد 500 كيلومترا جنوب تونس العاصمة. تحيط بالمدينة عدة جبال، وأسست في مكان واحة قديمة، وجل آبار الري وكذلك الواحة اختفوا الآن بسبب النمو الحضري للمدينة.

درجة حرارة المتوسطة هي 22 درجة، ونسبة هطول الأمطار تتراوح بين 88 و 157 مليمترا في السنة.

إداريا، تقسم المدينة إلى عدة عمادات، التي يديرها عمدة محلي. بينما تتكون المدينة من عدة أحياء (النصر، النخيل، الأنوار، الحي الجديد).

منظر بانورامي لمدينة غمراسن (تونس) من على جبل ابن عرفة، يوليو 2019.

## السياسة

### رؤساء البلديات
| رئيس البلدية (العمدة) | الحزب       | بداية العهدة  | نهاية العهدة  | ملاحظات                                                                    |
| --------------------- | ----------- | ------------- | ------------- | -------------------------------------------------------------------------- |
| عون الله عشعش         | مستقل       | 7 يوليو 2011  | 12 أبريل 2017 | رئيس نيابة خصوصية، عين بعد الثورة التونسية في 2011 إثر حل المجالس البلدية. |
| محسن روابح            | مستقل       | 12 أبريل 2017 | 9 يونيو 2017  | عين بصفته معتمد المدينة.                                                   |
| علي الزايدي           | مستقل       | 9 يونيو 2017  | 22 يونيو 2018 | عين بصفته معتمد المدينة.                                                   |
| ألفة القديدي          | حركة النهضة | 22 يونيو 2018 | الآن          | انتخبت في الانتخابات البلدية التونسية 2018.                                |

## الاقتصاد
يقوم اقتصاد المدينة أساسا على الفلاحة والإيرادات المالية لمهاجريها في الخارج (خاصة في فرنسا) الذي يمثلون أكثر من نصف سكانها والذين يعودون أساسا في عطلة فصل الصيف.

باحتوائها على منطقة زراعية كبيرة، فإن المدينة وضواحيها غنية بالزيتون، ومحاصيل الخضراوات، خاصة الهليون المعد للتصدير، وأيضا تربية المواشي والتجارة باللحوم الحمراء ومنتجات الحليب ومشتقاته. من جهة أخرى، فإن أغلب سكان المدينة يعملون خارجها، خاصة في شمال تونس، وفرنسا وكندا، ولكن أيضا في ألمانيا وإيطاليا والولايات المتحدة والشرق الأوسط. إيراداتهم النقدية (خاصة اليورو) تمثل جزء كبيرا من التنمية الاقتصادية للمنطقة (خاصة في سوق العقارات وما يتبعها).

تشتهر المدينة وطنيا ودوليا بكعكها المسمى فطاير، ولكن أيضا بأنواع أخرى من الحلويات (مقروض، مخارق، زلابية، أذن القاضي، البانان، الصمصة، يويو...) التي تعتبر من خصائص سكان غمراسن أو الغمراسنية. هذه المهنة فطايري تمارس منذ قرون في تونس وفي أنحاء مختلفة من العالم. حتى الحلويات المشهورة لمدينة باجة (زلابية) تم تصنيعها في غمراسن من قبل سكانها الذين أضافوا عدة خصائص مثل السمن، وتقديمها في أواني فخارية صغيرة جاعلين منها الحلويات الأشهر في تونس.

### البنية التحتية
يوجد في المدينة مستشفى محلي جديد في شمال غمراسن، ومركز صحة أساسية في وسط المدينة وهو الذي كان المقر القديم للمستشفى. تحتوي المدينة أيضا على معهد العهد الجديد الثانوي (أو كذلك معهد غمراسن الثانوي)، ومعهد 2 مارس 1934 الثانوي، إضافة إلى مدرستين إعداديتين (بن عرفة والحي الجديد)، وعدة مدراس ابتدائية ورياض أطفال. يوجد العديد من المقار الإدارية مثل مقر الصندوق الوطني للضمان الاجتماعي والصندوق الوطني للتقاعد والحيطة الاجتماعية والصندوق الوطني للتأمين على المرض، ومقار الشركة التونسية للكهرباء والغاز والشركة الوطنية لاستغلال وتوزيع المياه والبريد التونسي وعدة بنوك إضافة إلى الخطوط التونسية واتصالات تونس وأورنج تونس وأوريدو تونس.

## الرياضة
تأسس في 1963 فريق رياضي في المدينة اسمه «غمراسن الرياضية»، الذي شارك في كأس تونس لكرة القدم 2000-2001 وكذلك في كأس تونس لكرة القدم 2002-2003، واقتصرت مباريات الفريق بعد ذلك على القسم الرابع في البطولة التونسية، أو البطولات المحلية والجهوية.

جمد نشاط الفريق في 2012، قبل أن يعاد تأسيسه في 2018. 

كبنية تحتية، يوجد في المدينة ملعب كرة قدم ذو عشب اصطناعي اسمه «ملعب محمد بوغنيم بغمراسن»، لعبت فيه عدة مباريات من الرابطة التونسية المحترفة الثانية لكرة القدم.

## الثقافة الشعبية
تعرف المدينة عالميا، حيث تعطي اسمها غمراسن لأحد الأقمار الثلاثة لكوكب تاتوين في سلسلة أفلام حرب النجوم للمخرج جورج لوكاس، وقام بتمثيل عدة مشاهد في المنطقة في فيلم حرب النجوم الجزء الرابع: أمل جديد، ظهرت كذلك في حرب النجوم الجزء الثاني: هجوم المستنسخين. 

من جهة أخرى، تم تصوير مشاهد أخرى في قرية قصر الحدادة تحديدا الجزء الأول: تهديد الشبح، وتم تسمية المنطقة موس إسبا من كوكب تاتوين أين ولدت الشخصية أنكين سكايوالكر.

## شخصيات من المدينة
- ابن عرفة (1316ء1400)، عالم مالكي، يرجع أصله إلى غمراسن.
- سعد غراب (1940-1995)، باحث في الحضارة العربية الإسلامية وعميد كلية الآداب بمنوبة (1987-1991) ورئيس مؤسسة بيت الحكمة (1991-1995).
- محمد بوغنيم (؟-2001)، صحفي ومعلق رياضي.
- محمد عبازة، باحث وناقد مسرحي.

## بيبليوغرافيا
- محمد عبازة، غمراسن: جذور وأجنحة، دار سحر للنشر، تونس، 357 صفحة، 2018 (ردمك 9789973285362).[14]